# The Shepherd (film)
The Shepherd är en brittisk drama- och thrillerfilm som har premiär på Disney+ den 1 december 2023. Filmen är regisserad av Iain Softley som även skrivet filmens manus.

## Handling
Filmen utspelar sig på julafton och kretsar kring en jaktpilot som på väg hem flyger vilse över vatten.

## Rollista (i urval)
- Ben Radcliffe - Freddie Hooken
- John Travolta
- Steven Mackintosh
- Millie Kent
- Simon Wilson
- Iwan Bond
- Claire Price